# ریو، دوون
ریو (به انگلیسی: Rewe) یک روستا در بریتانیا است که در Rewe واقع شده‌است. ریو ۳۷۸ نفر جمعیت دارد.